# 鐘築建二
鐘築 建二（かねちく けんじ、1967年4月11日 - ）は、日本の俳優。鳥取県出身。NHKアクターズゼミナール出身。
芸名を平仮名表記のかねちく けんじとしていた時期もあった。かつては、アルファセレクションに所属していた。
身長165cm、体重85kg。スリーサイズはバスト103cm、ウエスト91cm、ヒップ98cm。特技殺陣。趣味ラグビー。
『こたえてちょーだい!』（フジテレビ）の再現VTRにしばしば出演している。テレビドラマの端役を務めることが多い。

## 出演

### 映画
- '92年セビリア万博日本政府出品用作品
- ミラーを拭く男（2003年、緒形拳主演）
- 誰も知らない（2004年、是枝裕和監督） - 主人公の隣人 役
- 欲望（2005年） - 袴田亮介の親戚 役
- ミリモ・センチモ（2008年）
- マインツ〜ある精神科医の物語〜（2010年） - 主演
- お米とおっぱい。（2011年、上田慎一郎監督）
- 飛び火（2012年）
- 彼女の告白ランキング（2014年、上田慎一郎監督） - 四𥧄洋平の父親 役

### ネットシネマ
- 探偵事務所5 第12話 - 田島雅俊 役

### テレビドラマ
- 腕におぼえあり 第1シリーズ 第7話（1992年、NHK） - 中間 役
- 火曜サスペンス劇場（日本テレビ）
  - 1997年殺人捜査（1997年12月30日）
  - 警部補 佃次郎 第16作「女の賭け」（2002年11月12日） - 加納和子（床嶋佳子）の夫・加納浩介 役
- 相棒 Season1 第4話（2002年10月30日、テレビ朝日） - 泥酔者・赤井勇作 役
- 月曜ミステリー劇場 西村京太郎サスペンス・十津川警部シリーズ34「寝台特急あさかぜ殺人事件」（2005年3月28日、TBS）
- anego[アネゴ]（2005年、日本テレビ） - 立呑み金太郎 店主 役
- 仮面ライダーカブト（2006年、テレビ朝日）

他、端役として多数出演。

### CM
- 富士通F5051（2003年7月 - 9月）
- TSUTAYA - サラリーマン 役
- 『リンク』CD - 整体客 役
- プレイステーション 水鉄砲戦争 - 中年サラリーマン 役
- ロート製薬 - サラリーマン 役
- 週刊ファミコン通信 - 父親 役
- エスビー食品『とろけるシチュー』- 磯野貴理子との夫婦 役
- プロピア・ヘアコンタクト

### ウェブCM
- 日産『フェアレディZ』

### アフレコ
- 12人の怒れる男 評決の行方 - 黒人警官 役
- ガイナ・タマガー（2019年）- タマガー 役[1]